# غريغ أولسن
غريغ أولسن (بالإنجليزية: Gregg Olsen)‏ (5 مارس 1959، سياتل في الولايات المتحدة)؛ كاتب وروائي أمريكي.

## روابط خارجية
- غريغ أولسن على موقع IMDb (الإنجليزية)
- غريغ أولسن على موقع قاعدة بيانات الفيلم (الإنجليزية)